# Diepenau
Diepenau – miasto (niem. Flecken) w Niemczech w kraju związkowym Dolna Saksonia, w powiecie Nienburg (Weser), wchodzi w skład gminy zbiorowej Uchte.